# Magritte du cinéma 2016
De 6e uitreiking van de Magritte du cinéma vond plaats op 6 februari 2016 voor de Belgische Franstalige films uit 2015. De uitreiking vond plaats in het Square - Brussels Meeting Centre te Brussel met Charlie Dupont als gastheer. Juryvoorzitster in 2016 was Marie Gillain.

## Winnaars en genomineerden
De genomineerden werden op 12 januari 2016 bekendgemaakt.

### Beste film
- Le Tout Nouveau Testament
  - Je suis mort mais j'ai des amis
  - Melody
  - Préjudice
  - Tous les chats sont gris

### Beste regisseur
- Jaco Van Dormael – Le Tout Nouveau Testament
  - Fabrice Du Welz – Alleluia
  - Bernard Bellefroid – Melody
  - Savina Dellicour – Tous les chats sont gris

### Beste acteur
- Wim Willaert – Je suis mort mais j'ai des amis
  - François Damiens – La Famille Bélier
  - Jérémie Renier – Ni le ciel ni la terre
  - Bouli Lanners – Tous les chats sont gris

### Beste actrice
- Veerle Baetens – Un début prometteur
  - Christelle Cornil – Jacques a vu
  - Yolande Moreau – Voyage en Chine
  - Annie Cordy – Les Souvenirs

### Beste debuutfilm
- Tous les chats sont gris
  - L'Année prochaine
  - Préjudice

### Beste Vlaamse film
- D'Ardennen
  - Brabançonne
  - Cafard
  - Waste Land

### Beste buitenlandse film in coproductie
- La Famille Bélier
  - Song of the Sea
  - Marguerite
  - Ni le ciel ni la terre

### Beste acteur in een bijrol
- Laurent Capelluto – L'Enquête
  - Marc Zinga – Dheepan
  - David Murgia – Le Tout Nouveau Testament
  - Arno Hintjens – Préjudice

### Beste actrice in een bijrol
- Anne Coesens – Tous les chats sont gris
  - Helena Noguerra – Alleluia
  - Yolande Moreau – Le Tout Nouveau Testament
  - Babetida Sadjo – Waste Land

### Beste jong mannelijk talent
- Benjamin Ramon – Être
  - David Thielemans – Bouboule
  - Romain Gelin – Le Tout Nouveau Testament
  - Arthur Bols – Préjudice

### Beste jong vrouwelijk talent
- Lucie Debay – Melody
  - Stéphanie Van Vyve – Être
  - Pili Groyne – Le Tout Nouveau Testament
  - Manon Capelle – Tous les chats sont gris

### Beste kostuums
- Pascaline Chavanne – La Dame dans l'auto avec des lunettes et un fusil
  - Elise Ancion – Je suis mort mais j'ai des amis
  - Sabine Zappitelli– Tous les chats sont gris

### Beste decor
- Emmanuel de Meulemeester – Alleluia
  - Eve Martin – Je suis mort mais j'ai des amis
  - Paul Rouschop – Tous les chats sont gris

### Beste montage
- Anne-Laure Guégan– Alleluia
  - Yannick Leroy – Je suis mort mais j'ai des amis
  - Ewin Ryckaert – Tous les chats sont gris

### Beste filmmuziek
- An Pierlé – Le Tout Nouveau Testament
  - Vincent Cahay – Alleluia
  - Frédéric Vercheval – Melody

### Beste scenario of bewerking
- Thomas Gunzig en Jaco Van Dormael – Le Tout Nouveau Testament
  - Fabrice Du Welz en Vincent Tavier – Alleluia
  - Guillaume Malandrin en Stéphane Malandrin – Je suis mort mais j'ai des amis
  - Antoine Cuypers en Antoine Wauters – Préjudice

### Beste beeld
- Manu Dacosse – Alleluia
  - Christophe Beaucarne – Le Tout Nouveau Testament
  - Frédéric Noirhomme – Préjudice

### Beste geluid
- Emmanuel de Boissieu, Frédéric Meert en Ludovic Van Pachterbeke – Alleluia
  - Marc Bastien, Marc Engels en Franco Piscopo – Je suis mort mais j'ai des amis
  - François Dumont, Michel Schillings en Dominique Warnier – Le Tout Nouveau Testament

### Beste korte film
- L'Ours noir
  - Jay parmis les hommes
  - Tout va bien

### Beste korte animatiefilm
- Dernière porte au Sud
  - Le Parfum de la carotte
  - Tranche de campagne

### Beste documentaire
- L'Homme qui répare les femmes
  - Bureau de chômage
  - I Don't Belong Anywhere
  - La Nef des fous

## Films met meerdere nominaties
De volgende films ontvingen meerdere nominaties:
| Nominaties             | Film                            | Gewonnen |
| ---------------------- | ------------------------------- | -------- |
| 10                     | Le Tout Nouveau Testament       | 4        |
| 9                      | Tous les chats sont gris        | 2        |
| 8                      | Alleluia                        | 4        |
| 7                      | Je suis mort mais j'ai des amis | 1        |
| 6                      | Préjudice                       |          |
| 4                      | Melody                          | 1        |
| 2                      | Être                            | 1        |
| Ni le ciel ni la terre |                                 |          |
| Waste Land             |                                 |          |